# Martin Baehr
Martin Baehr (10 maart 1943 – 17 april 2019) was een Duitse entomoloog.
Martin Baehr was vele jaren directeur van de Zoologische Staatssammlung in München waar hij vanaf 1982 werkzaam was. Hij reisde het hele Europese continent door en naar bijna alle delen van Australië, op zoek naar specifieke soorten voor zijn wetenschappelijke projecten. Als entomoloog werkt hij aan de taxonomie, fylogenie en biogeografie van de loopkevers (Carabidae) van Australië, Nieuw-Guinea en het zuidelijk Oriëntaals gebied. Hij heeft vele nieuwe soorten beschreven. Naast een groot aantal wetenschappelijke artikelen over voornamelijk kevers (coleoptera) en wantsen (heteroptera), publiceerde hij ook een aantal meer toegankelijke werken over kevers en spinnen zoals Welcher Käfer ist das? en Welche Spinne ist das? samen met Barbara Baehr.
- Bibsys: 90100834
- Bibliothèque nationale de France: cb136287644 (data)
- Catàleg d'autoritats de noms i títols de Catalunya: 981058611997306706
- Gemeinsame Normdatei: 174050569
- International Standard Name Identifier: 0000 0001 4026 1676
- Library of Congress Control Number: n88208264
- Nationale Bibliotheek van Tsjechië: jn20001103660
- Nederlandse Thesaurus van Auteursnamen: 298366045
- ORCID: 0000-0002-2541-3966
- Réseau des bibliothèques de Suisse occidentale: 02-A002959525
- Système universitaire de documentation: 057789037
- Virtual International Authority File: 302217342
- WorldCat: E39PBJbRm8kwFpD68K9VCXtMyd